# باراكودا الفم الأصفر
باراكودا الفم الأصفر (الاسم العلمي: Sphyraena viridensis) ، أو الباراكودا الصفراء، تعرف أيضا بالاسم المتداول مغازل هي نوع من الأسماك شعاعيات الزعانف وتنتمي لعائلة العقام، أي أسماك الباراكودا، التي تتواجد في المياه الدافئة في المحيط الأطلسي الغربي والبحر الأبيض المتوسط. وغالبًا ما يتم الخلط والخطأ بالتفريق بين هذا النوع من الباراكودا وبين الباراكودا الأوروبية 'باراكودا البحر الأبيض المتوسط' (الاسم العلمي: Sphyraena sphyraena).

## الوصف
جسم أسماك باراكودا الفم الأصفر هو جسم طويل مغزلي الشكل وأنفها طويل، مدبب ومبني بشكل الذي يسبب احتكاك قليل مع الماء (مما يزيد سرعة هذه الأسماك)، فمها طويل وتصطف به صفين من الأسنان الحادة شبيهة بسن الناب وفكها السفلي بارز. لا توجد حراشف على الغشاء الخيشومي لهذه الاسماك، على عكس باراكودا البحر الابيض المتوسط 'باراكودا اوروبية' (الاسم العلمي: S. sphyraena) التي لها حراشف على كل من الحواف الأمامية والحواف الخلفية. هناك العديد من الخطوط؛ داكنة اللون الممتدة على الظهر وتكون هذه الخطوط أطول، مع امتدادها إلى أسفل الخط الجانبي باتجاه الرأس، بينما في باراكودا البحر المتوسط (الاسم العلمي: S. sphyraena) لا تمتد إلى الخط الجانبي. بشكل عام لون هذه الاسماك هو تظليل متناقض اللون هو غامق في الأعلى، فضي بالاسفل، وتتلاشى الخطوط على العينات الميتة. يوصف لون الأسماك الصغيرة بأنه اصفر داكن أو خضراوي. اسماك باراكودا الفم الاصفر (الاسم العلمي: S. viridensis) هي أصغر حجما من اسماك الباراكودا الأوروبية 'باراكودا البحر الابيض المتوسط' (الاسم العلمي: S. sphyraena)، وتنمو إلى طول مقياسي يبلغ 65 سم، على الرغم من أن متوسط الطول هو 35-40 سم. ولكن تم اصطياد عينات كبيرة الحجم عند جزر الأزور حيث وصل حجمها إلى طول اقصاه 114.5 سم. الوزن القياسي لهذه الاسماك الذي تم اصطيادها بواسطة الصنارة هو 10.2 كجم وتم اصطياد هذه السمكة في لانزاروت في جزر الكناري في عام 2007.

## نطاق عيشها
التوزيع الدقيق لنطاق تواجد باراكودا الفم الاصفر (الاسم العلمي: Sphyraena viridensis) هو غير واضح بسبب الارتباك والخلط بالتفريق بين نوعها ونوع باراكودا البحر الابيض المتوسط 'الباراكودا الاوروبية' (الاسم العلمي: S. sphyraena). تتواجد هذه الاسماك في شرق المحيط الأطلسي حول جزر الأزور وماديرا وجزر الرأس الأخضر وجزر الكناري وتم توثيق وجودها في شرق البحر المتوسط قبالة لبنان. كما تم تسجيل وجودها في البحر الأبيض المتوسط وفي البحر الأدرياتيكي وبحر إيجه وقبالة فلسطين والجزائر وكورسيكا وصقلية.  

## علم البيئة
يتكون نظام غذاء هذا النوع من الباراكودا على الاسماك الأخرى في جزر الأزور على الاسماك الأخرى، وأهم أنواع الاسماك التي تتغذى عليها باراكودا الفم الاصفر (الاسم العلمي: Sphyraena viridensis) في هذه المنطقة هو سمك شيم الماكريل الازرق (الاسم العلمي: Trachurus picturatus) حيث تبين ان هذه الاسماك تلاحق وتفترس من قبل إلى ما يصل حوالي 72.4 ٪ من اسماك باراكودا الفم الاصفر التي تم دراستها حيث شكلت اسماك الغذاء هذه إلى ما يقارب ثلثي الوزن من الفرائس التي تم اصطيادها من قبل الباراكودا. وشملت الأنواع الأخرى التي يتغذى عليها أنواع الباراكودا هذا؛ اسماك موزة و ornate wrasse ويستهلك سمك Pagellus acarnae كسمك مكمل للغذاء، وكذلك أنواع غير محددة من الاسماك الطائرة. تم العثور على بقايا اسماك مجهولة الهوية في ما يقارب من 20 ٪ من عينات اسماك باراكودا الفم الاصفر التي تم فحصها. في نفس الدراسة، لوحظ السلوك الافتراسي لاسماك باراكودا الفم الاصفر (الاسم العلمي: S.viridensis) واتضح انها اسماك تطارد وراء الاسماك الأخرى بنشاط من اجل ان تفترسها، ومن الممكن ان تطارد أكثر من سمكة باراكودا وراء نفس السمكة، حيث تقوم بتسليط جهودها على سمكة معينة وحيدة والطرد وراءها من اجل افتراسها أو مهاجمة مجموعة كبيرة من الاسماك. تنتهي المطاردات بشكل سريع، حيث تستغرق عادة حوالي 8 - 40 ثانية، وكلما زاد عدد الأسماك، زاد معدل النجاح. في هذه المراقبات الدراسية لوحظ ان أنواع أخرى من الأسماك ممكن ان تكون جزء من غذاء باراكودا الفم الاصفر مثل longspine snipefish (الاسم العلمي: Macrorhamphosus scolopax) و أسماك العفر (الاسم العلمي: Capros aper).  ومن المعروف أيضا أن تتغذى على رأسيات الأقدام والقشريات. 

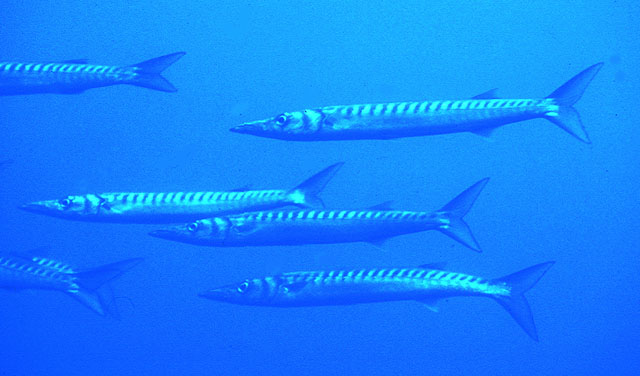

في الصيف، تشكل اسماك باراكودا الفم الاصفر مجموعات من انفسها، حيث من الممكن ان يصل عدد الاسماك في المجموعة إلى 180 سمكة، على الرغم من أنه في معظم المجموعات التي تتواجد في المناطق التي تحوي تيارات قوية؛ يتواجد حوالي 30-40 سمكة في المجموعة. تتكون هذه المجموعات في الغالب من الأسماك شبه البالغة مع وجود الأسماك الأصغر بشكل اقرب إلى السطح والأسماك الأكبر، عادة تكون الإناث، تتواجد في أسفل المجموعة، وتكون هذه المجموعات في الاعماق التي تصل إلى 30 مترًا. في فصل الشتاء، التجمعات الوحيدة التي تتكون هي مجموعات صغيرة من الأسماك اليانعة في مياه الخلجان الضحلة. لم يلاحظ أي سلوك مناطقي. يُعتقد أن هذه الاسماك تتحشد في مجموعات كدفاع ضد الحيوانات المفترسة ولتسهيل التزاوج حيث تنجذب الذكور الأصغر إلى الإناث الأكبر حجمًا، بالإضافة إلى ذلك؛ مجموعات الباراكودا كانت أكثر نجاحًا في صيد أسماك الفريسة من أسماك الباراكودا الفردية. لا يبدو أن هذا النوع يمتزج في مجموعات مختلطة مع أنواع البراكودا الأخرى، لكن هناك تقارير تفيد بأن هذه الأسماك ترتبط بأسماك قرش الحوت في جزر الأزور وحدث انها سبحت بنشاط نحو نوع من اسماك شيطان البحر؛ سمكة شيطان البحر التشيلي (Mobula tarapacana).

في جزر الازور، تقوم اسماك السحلية الاطلسية (الاسم العلمي: Synodus saurus) بالافتراس والتغذي على اسماك باراكودا الفم الاصفر الصغيرة، وهذا الافتراس يدل على أن هناك تداخل بين الموائل التي تعيش بها صغار اسماك الباراكودا هذه والموائل التي تعيش بها اسماك السحلية، وهذه الموائل تكون في الخلجان المحمية والمحوطة للغاية مع قاع رملية.

## الصيد
يتم اصطياد اسماك باراكودا الفم الاصفر (الاسم العلمي: Sphyraena viridensis) بكميات صغيرة في شرق البحر الأبيض المتوسط من قبل الصيادين الذين يستخدمون شباك خيشومية ثلاثية الطبقات والشباك الجرافة الشاطئية.  تم التقرير عن بيع هذه الاسماك في أسواق في تركيا، ولكن يتم صيدها بشكل عام كصيد ثانوي، ولكن مع ارتفاع اعداد هذه الاسماك في البحر الأبيض المتوسط، من الممكن ان يصبح هذا النوع أكثر أهمية في مجال صيد الأسماك. 

## روابط خارجية
- Photos of Sphyraena viridensis on Sealife Collection